# 伯朗咖啡
伯朗咖啡（英語：Mr. Brown Coffee）是台灣罐裝咖啡的品牌之一，是金車公司旗下的品牌，在1982年創立。

## 產品
伯朗咖啡有240ml的易開罐包裝及330ml的保特瓶包裝，口味有原味咖啡、藍山咖啡、曼特寧咖啡、卡布奇諾咖啡等，是台灣罐裝咖啡市佔率第一名。1982年，伯朗咖啡上市，每罐售價新臺幣20元是當時台灣飲料市場的天花板價格。2015年3月2日，金車公司宣布，本年3月起，伯朗咖啡5款罐裝咖啡（原味咖啡、二合一咖啡、藍山咖啡、金典咖啡、卡布奇諾咖啡）每罐售價新臺幣20元調漲為新臺幣23元，曼特寧咖啡等新臺幣25元罐裝咖啡維持原價，是伯朗咖啡首度漲價。伯朗咖啡也有出三合一即溶咖啡。

## 爭議
2008年，伯朗咖啡三合一即溶咖啡使用大陸製奶精，其中驗出三聚氰胺，因此下架
。之後伯朗咖啡三合一即溶咖啡在更改配方後重新上市。

## 外部連結
- 官網（页面存档备份，存于）

伯朗咖啡標誌

- Sunny Maid Corp.（页面存档备份，存于） Distributors of Mr. Brown Coffee in the USA
- Everlasting Distributors（页面存档备份，存于） Exclusive distributors of Mr. Brown Coffee in the USA